# پلی (پی-فنیلن وینیلن)
پلی(پی-فنیلن وینیلن) (به انگلیسی: Poly(p-phenylene vinylene)) با فرمول شیمیایی (C۸H۶)n یک ترکیب شیمیایی است. شکل ظاهری این ترکیب، جامد زرد است.